# نايجل شتاين
نايجل شتاين (بالإنجليزية: Nigel Stein)‏ هو رائد أعمال ومهندس بريطاني، ولد في 15 أكتوبر 1955.